# Musa-juku

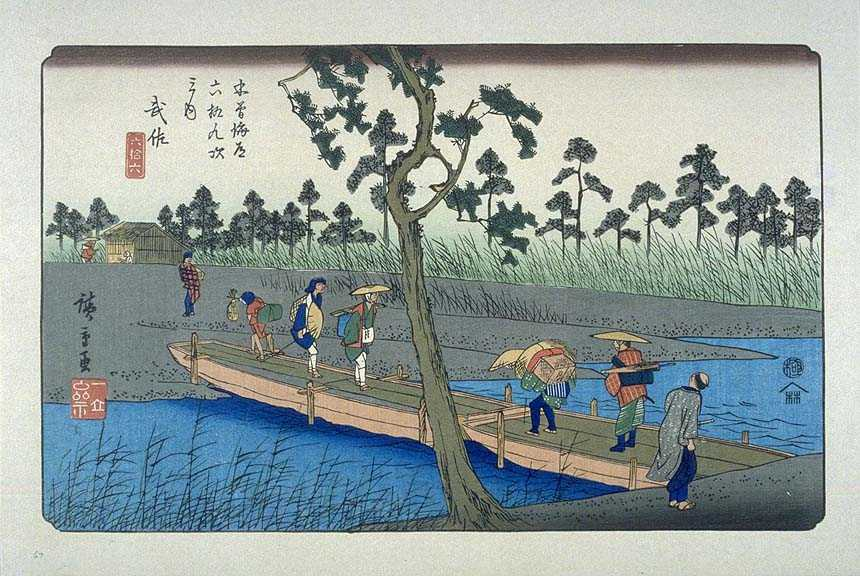
Musa-juku, estampe de Hiroshige de la série Les Soixante-neuf Stations du Kiso Kaidō.

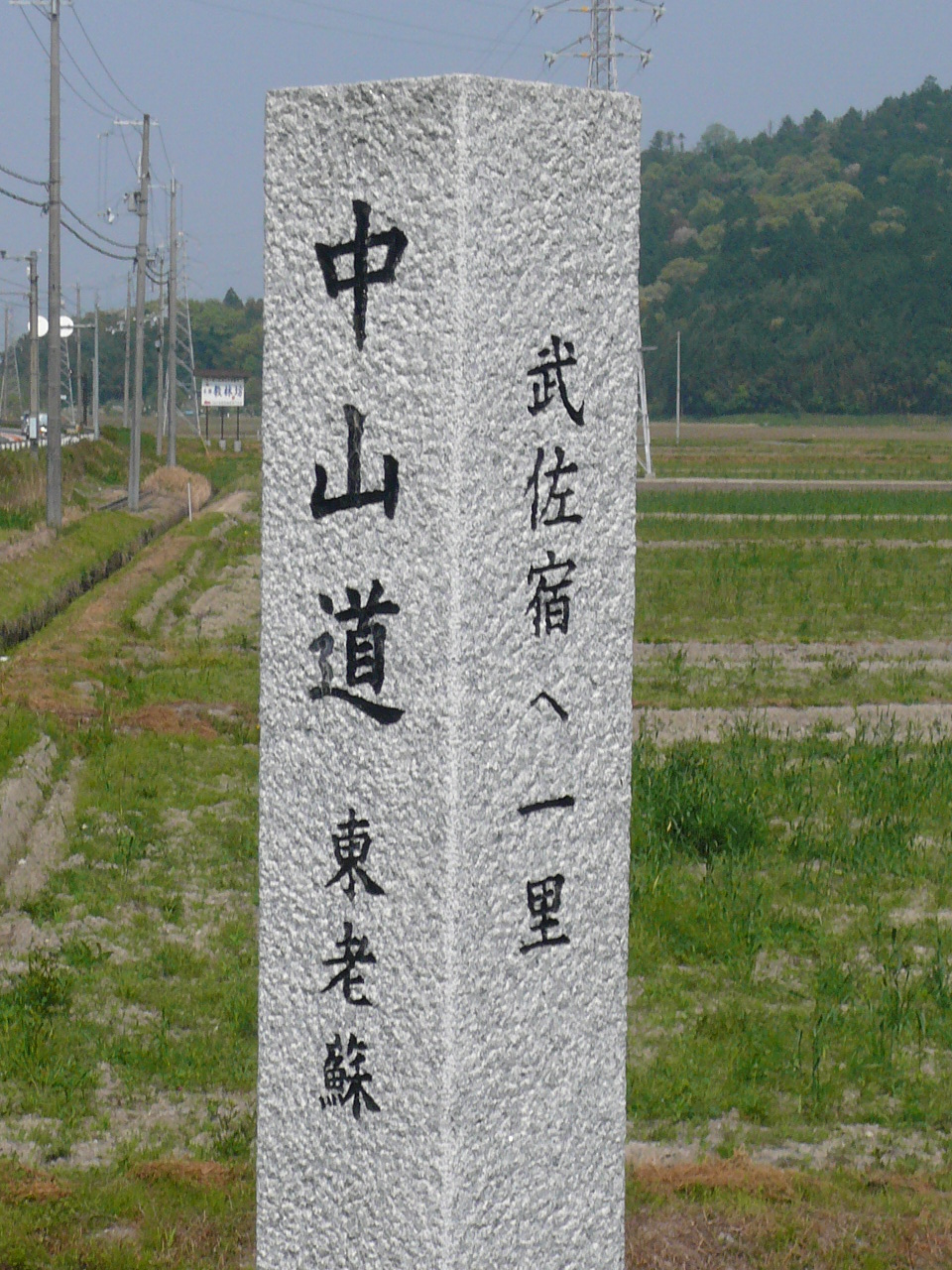
Une borne indiquant la distance vers Musa-juku.

Musa-juku (武佐宿, Musa-juku) était la soixante-sixième des soixante-neuf stations du Nakasendō. Elle est située dans la ville d'Ōmihachiman, préfecture de Shiga au Japon. Les autres kanjis utilisés pour écrire Musa comprenaient 牟佐 et 身狭, mais 武佐 est devenu le kanji officiel durant la période Edo. Des parties de l'ancienne station subsistent encore de nos jours, y compris la Nakamura-ya, une boutique datant de la période Edo et des ruines du honjin.

## Histoire
Les archives indiquent qu'en 1843 Musa-juku comptait 537 résidents et 183 bâtiments, dont un honjin, un honjin secondaire et 23 hatago.
La shukuba faisait également partie du Chōsenjin Kaidō, une route secondaire qui reliait la shukuba à Toriimoto-juku.

## Stations voisines
Nakasendō
Echigawa-juku – Musa-juku – Moriyama-juku